# Hlavečník
Hlavečník (en allemand : Hlawetschnik) est une commune du district et de la région de Pardubice, en République tchèque. Sa population s'élevait à 268 habitants en 2024.

## Géographie
Hlavečník se trouve à 11 km à l'ouest-nord-ouest de Přelouč, à 26 km à l'ouest-nord-ouest de Pardubice, à 33 km au sud-ouest de Hradec Králové et à 71 km à l'est de Prague.
La commune est limitée par Tetov au nord, par Kladruby nad Labem à l'est, par Selmice au sud-est, par Labské Chrčice au sud-ouest, par Uhlířská Lhota à l'ouest.

## Histoire
La première mention écrite du village date de 1229.

## Transports
Par la route, Hlavečník se trouve à 7 km de Týnec nad Labem, à 20 km de Kolín, à 33 km de Pardubice et à 92 km de Prague. 